# Osieki, Zachodniopomorskie
Osieki [ɔˈɕeki] là một ngôi làng thuộc khu hành chính của Gmina Sianów, thuộc quận Koszalin, Zachodniopomorskie, ở phía tây bắc Ba Lan. Nó nằm khoảng 8 kilômét (5 mi) phía tây bắc Sianów, 12 km (7 mi) phía bắc Koszalin và 145 km (90 mi) về phía đông bắc của thủ đô khu vực Szczecin.
Ngôi làng có dân số 444.